# Sidney Samson
Sidney Samson, född 2 oktober 1981 i Amsterdam, är en nederländsk DJ. Han är mest känd för sin låt "Riverside" som släpptes 2009.
Samson var mellan 2014 och 2016 gift med sångerskan Eva Simons.